# Vandellia scapigera
Vandellia scapigera är en tvåhjärtbladig växtart som först beskrevs av Robert Brown, och fick sitt nu gällande namn av George Bentham. Vandellia scapigera ingår i släktet Vandellia och familjen Linderniaceae. Inga underarter finns listade i Catalogue of Life.